# القاسم (عمران)
القاسم هي إحدى قرى الجمهورية اليمنية. وهي تتبع جغرافيًا لمحافظة عمران. وإداريًا لمديرية بني صريم. يبلغ تعداد سكانها 1146 نسمة حسب الإحصاء الذي جرى عام 2004.